# Liberty Avenue
Liberty Avenue è un viale ovest-est della città di New York di 8 miglia (13 km) situato a Brooklyn e nel Queens. È bidirezionale per la maggior parte della sua lunghezza, e corre da Mother Gaston Boulevard a ovest di Brooklyn a Farmers Boulevard a est del Queens.
Liberty Avenue è conosciuta come "Piccola India Guyana-Trinidad e Tobago" perché comprende principalmente culture e persone indiane, indo-guyanesi, indo-trinidiane e Tobagoniane e indo-caraibiche.

## Trasporti
La linea IND Fulton Street (Linea A: metropolitana di New York) corre sopra il viale tra l'80ª strada e Lefferts Boulevard. C'è anche una stazione sulla linea IND Fulton Street chiamata Liberty Avenue (Linee A e C: metropolitana di New York).
Gli autobus Q83 e Q112 forniscono i servizi alla strada nel Queens; al contrario nessun autobus la serve a Brooklyn.